# Little Big Adventure 2
Litle Big Adventure 2 (abreviado LBA 2) es un videojuego para ordenadores desarrollado por Adeline Software International. Es la secuela del juego Little Big Adventure.

## Breve reseña
El colinés Twinsen, tras vencer al tirano Dr. Funfrock en la entrega anterior, se encuentra descansando junto a su esposa Zoe, quienes juntos esperan un bebé. Mientras contempla el atardecer junto a su esposa, se desata una feroz tormenta en la que su mascota, el Dino-Fly, es lastimado por el impacto de un rayo, por lo que Twinsen deberá conseguir ayuda para poder curar a su mascota herida. Al no encontrar al mago curandero que puede sanarlo, Twinsen decide convertirse en mago para curar él mismo al Dino-Fly. Una vez que consigue ser curandero, cura al Dino-Fly, pero la aventura sigue y Twinsen deberá actuar como un mago. El director de la escuela de magia le informa que todos los magos del planeta han desaparecido, por lo que le da una misión: encontrarlos. Twinsen descubre que los magos están siendo invitados a un planeta alienígena llamado Zeelich para que disfruten de un viaje turístico. Luego, se descubre la verdad: los magos son llevados a Zeelich para trabajar en una máquina infernal que pretende robar la energía mágica retenida en el corazón de su planeta Twinsun, que además pretende destruirlo por completo. La mayor parte del juego a partir de que Twinsen se convierte en mago transcurre en el planeta Zeelich (el cual explora en su totalidad) con el objetivo de evitar la destrucción de Twinsun y rescatar a los magos y a los niños de su planeta, ya que también serán secuestrados por los alienígenas zeelichianos. Finalmente, Twinsen vuelve a enfrentarse con el enemigo de la primera entrega, el Dr. Funfrock.

## Mejoras con respecto aLBA
- En LBA no era posible recorrer la totalidad de las islas, y no se disponía de un mapa detallado de estas. El jugador debía tomar un vehículo de transporte para ir a algunas ubicaciones de las islas, además de que estas se veían por cuadros. En LBA 2 se pueden recorrer de forma completa y observarse de manera más detallada en el Holomapa de Twinsen.
- LBA 2 le da al jugador la posibilidad de usar varias armas para defenderse o atacar a los enemigos. Esta diferencia es notoria, ya que en la primera aventura se podía utilizar la bola mágica y sobre el final del juego también se disponía del sable del Dr. FunFrock. En esta versión hay más armas además de la bola mágica y la espada, como una cerbatana, una pistola láser y un potente hechizo de rayo que acaba con todo enemigo al que se enfoque. Además, Twinsen puede protegerse gracias a un hechizo de protección que evita que sea herido cuando lo atacan.
- Se mejoraron los movimientos de Twinsen: puede saltar corriendo y esquivar disparos. Esto no se podía hacer en la versión anterior.
- En el primer juego, al tocar las paredes u objetos fijos del escenario en modo deportivo, el jugador se chocaba y perdía salud. Esto no sucede en LBA 2.
- En LBA 2 es posible guardar el progreso en cualquier momento con la tecla «S». También hay un autoguardado automático que se va creando a medida que se avanza en la trama. En su antecesor no era posible guardar la partida en el momento deseado: el juego se guardaba automáticamente cuando el jugador alcanzaba ciertas instancias.

## Modos
El juego tiene varios modos:

### Normal
En este modo Twinsen camina normalmente, puede hablar con personas y buscar objetos en diferentes sitios. Al usar armas, Twinsen ataca como si no le importara mucho.

### Deportivo
En este modo Twinsen puede correr y saltar. Mientras use armas se moverá muy rápido y no atacará mucho. En LBA 2 el jugador no recibe daño al chocarse contra paredes u objetos fijos, cosa que estaba activada por defecto en LBA 1 y era algo molesto a la hora de manipular al personaje.

### Agresivo
En este modo Twinsen puede pelear cuerpo a cuerpo (o con espada), y cuando usa armas ataca nerviosamente.

### Discreto
En este modo Twinsen se mueve muy silenciosamente y puede esconderse. Cuando usa armas ataca muy lentamente.